# Léon Rothier
Ne doit pas être confondu avec Léon Rotthier.
Léon Rothier, né à Reims le 26 décembre 1874 et mort à New York le 6 décembre 1951, est un artiste lyrique (basse) français.
Léon Rothier f ait partie de l’orchestre de la Société philharmonique de Reims, puis entre au Conservatoire de Paris. Premier prix de chant et d’opéra en 1899, il débute à l’Opéra-Comique le 1er octobre 1899, il chante à l'Opéra de Paris  le 11 novembre 1900. puis fait une brillante carrière aux États-Unis où il est le partenaire des plus grands artistes lyriques de l’époque : Caruso, Chaliapine, Lily Pons, François-Xavier Mercier, etc. Il débute au Metropolitan Opera de New York le 10 décembre 1910 en Mephistophélès de Faust.
Il apparaît lors de la première américaine de Boris Godounov au Metropolitan Opera , le 19 mars 1913, dirigé par Arturo Toscanini.
1107 représentations jusqu'en 1939.
Il épouse en 1901 Mariette Béretta, dite Mlle Charles, de l’Opéra de Paris, puis en 1905 Jeanne Simone Charpy.

## Répertoire
Il débute le 1er octobre 1899 dans Philémon et Baucis (Jupiter). Il a chanté Carmen (Zuniga), la Basoche (Roland), Bastien et Bastienne (Colas), Cendrillon (le Roi) de Massenet, Fidelio (Fernando), Joseph (Utobal), le Médecin malgré lui (Valère), la Traviata (le Docteur), Mireille (Ramon), Rose et Colas (Colas), la Bohème (Benoit, Colline), les Visitandines (Melfort père).
il a créé le rôle de Monsieur Narquois dans La Chercheuse d'esprit, dans le Juif Polonais (le Songeur), Louise (le Bricoleur), La Marseillaise (Desaix).